# Atletica leggera ai Giochi della XXVI Olimpiade - 3000 metri siepi

Video della Finale (telecronaca Rai)

I 3000 metri siepi hanno fatto parte del programma di atletica leggera maschile ai Giochi della XXVI Olimpiade. La competizione si è svolta nei giorni 29 luglio-2 agosto 1996 allo Stadio Olimpico del Centenario di Atlanta.

## Presenze ed assenze dei campioni in carica
| Competizione         | Atleta                  | Prestazione | Atlanta 1996 |
| -------------------- | ----------------------- | ----------- | ------------ |
| Olimpiadi 1992       | Matthew Birir           | 8'08”84     | Presente     |
| Commonwealth 1994    | Johnstone Kipkoech      | 8'14”72     | Non qual.    |
| Goodwill Games 1994  | Marc Davis              | 8'14”30     | Presente     |
| Europei 1994         | Alessandro Lambruschini | 8'22”40     | Presente     |
| Coppa del mondo 1994 | Moses Kiptanui          | 8'28”28     | Presente     |
| Asiatici 1994        | Sun Ripeng              | 8'31”73     | Assente      |
| Panamericani 1995    | Wander Moura            | 8'14”41     | Assente      |
| Africani 1995        | Bernard Barmasai        | 8'27”15     | Non qual.    |
| Mondiali 1995        | Moses Kiptanui          | 8'04”16     | Presente     |
|                      |                         |             |              |
| Mondiali junior 1992 | Mwangangi Muindi        | 8'31”62     | Non qual.    |

1. ↑  Sotto la bandiera del Kenya.

## Risultati

### Turni eliminatori
| 3 Batterie   | 29 luglio | 35 partenti    | Si qualificano i primi 6 + i 6 migliori tempi. |
| 2 Semifinali | 31 luglio | 12 + 12        | Si qualificano i primi 5 + i 2 migliori tempi. |
| Finale       | 2 agosto  | 12 concorrenti |                                                |

### Finale
| Primatista mondiale   | 7'59"18 | Moses Kiptanui  | Presente |
| Primatista stagionale | 8'07"97 | Gideon Chirchir | N. Qual. |

1. ↑  Stabilito nel 1995.
2. ↑  Stabilito l'8 luglio.

Il favorito è Moses Kiptanui, tre volte campione del mondo e unico uomo a correre la distanza in meno di 8 minuti.

Al suo debutto olimpico, Kiptanui ingaggia una lotta per il primo posto con il suo compagno di allenamenti Joseph Keter. I due giungono fianco a fianco all'ultima barriera con acqua; nello sprint finale prevale Keter di un secondo abbondante.

Il campione europeo Alessandro Lambruschini fa un'ottima gara e, dopo due quarti posti consecutivi nel 1988 e nel 1992, conquista finalmente una meritatissima medaglia. Angelo Carosi conclude invece al nono posto.
| Pos | Paese       | Atleta                  | Tempo   |
| --- | ----------- | ----------------------- | ------- |
|     | Kenya       | Joseph Keter            | 8'07"12 |
|     | Kenya       | Moses Kiptanui          | 8'08"33 |
|     | Italia      | Alessandro Lambruschini | 8'11"28 |
| 4   | Kenya       | Matthew Birir           | 8'17"18 |
| 5   | Regno Unito | Mark Croghan            | 8'17"84 |
| 6   | Germania    | Steffen Brand           | 8'18"52 |
| 7   | Marocco     | Brahim Boulami          | 8'23"13 |
| 8   | Norvegia    | Jim Svenøy              | 8'23"39 |